# Такаюки Кувата
Такаюки Кувата (на японски: 桑田 隆幸) е японски футболист.

## Национален отбор
Записал е и 5 мача за националния отбор на Япония.
| Япония | Япония | Япония |
| Година | Мачове | Голове |
| ------ | ------ | ------ |
| 1961   | 2      | 1      |
| 1962   | 3      | 1      |
| Общо   | 5      | 2      |